# Nyamaruvya
Nyamaruvya är ett periodiskt vattendrag i Burundi.   Det ligger i provinsen Bujumbura Rural, i den västra delen av landet, 23 km sydost om huvudstaden Bujumbura.
Omgivningarna runt Nyamaruvya är en mosaik av jordbruksmark och naturlig växtlighet. Runt Nyamaruvya är det ganska tätbefolkat, med 172 invånare per kvadratkilometer.